# Koumpiodontosuchus
Koumpiodontosuchus es un género extinto de crocodiliforme neosuquio que vivió durante el Cretácico Inferior en el Reino Unido. La única especie descrita es K. aprosdokiti.

## Descubrimiento

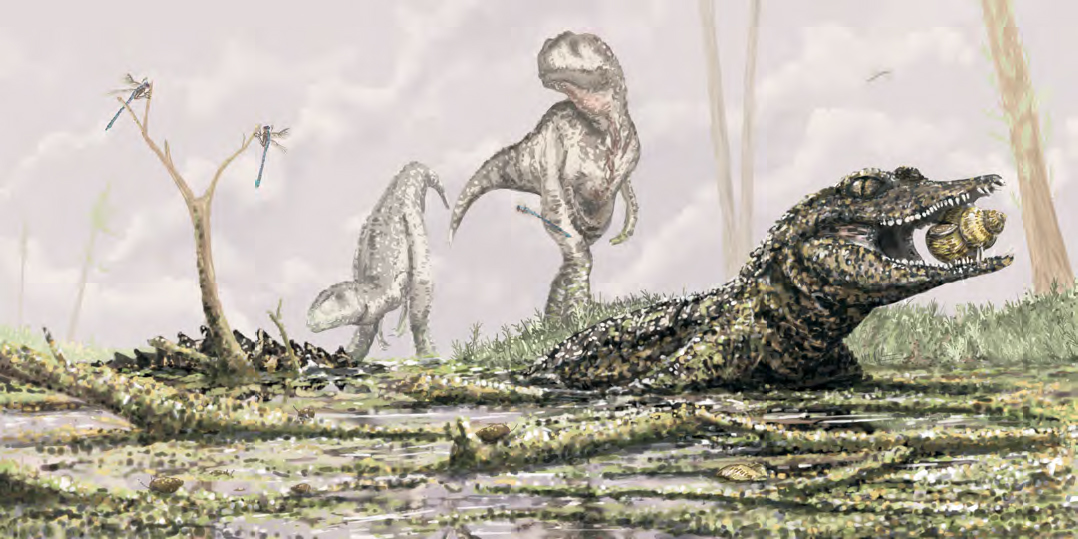
Recreación en vida.

El primer fragmento fosilizado de un cráneo fue encontrado por Diane Trevarthen en una playa cerca de Sandown en la isla de Wight en marzo de 2011. Tres meses después, un segundo fragmento del cráneo fue hallado por Austin y Finley Nathan. Los dos fragmentos fueron donados aL museo local Dinosaur Isle. La especie a la que pertenecían estos fósiles fue entonces nombrada como Koumpiodontosuchus aprosdokiti, que significa "cocodrilo inesperado con dientes de botón".
Cuando los fragmentos fueron vistos por primera vez por Steve Sweetman, un paleontólogo de la Universidad de Portsmouth, él creyó que estos pertenecían a la especie Bernissartia fagesii debido a su pequeño tamaño y sus dientes romos. Sweetman publicó un artículo sobre el descubrimiento de la nueva especie en la publicación Acta Palaeontologica Polonica.